# Onorato Caetani (érudit)
Pour les articles homonymes, voir Onorato Caetani et Caetani.
Onorato Caetani (Rome, 17 décembre 1742 - Rome, 26 juin 1797) est un érudit italien qui est directeur de l'Accademia degli Incolti à Rome en 1762.
L'académie est une institution fondée par le Collegio Nazareno, dont l'objectif initial est de promouvoir une éducation équilibrée et cohérente.

## Biographie
Fils cadet de Carlotta Ondedei Zonga et de Michelangelo Caetani, duc de Sermoneta et membre de la noble famille Caetani, Onorato Caetani grandit dans la Villa Caetani, sur la colline de l'Esquilin, dans un environnement cultivé et stimulant. Son frère aîné est Francesco Caetani, avec lequel il a divers désaccords à l'âge adulte.
En 1751, à la mort de sa mère, Onorato fréquente le collège nazaréen où il étudie la littérature classique, sans négliger les mathématiques, la physique et les langues étrangères. Il étudie notamment la théologie et la philosophie avec Martino Natali et Urbano Tosetti. En 1759, son père meurt à son tour, tandis que son frère Francesco hérite du titre de duc. Il obtient son diplôme en décembre 1764 à l'université La Sapienza et poursuit ses études classiques avec Benedetto Stay et Raimondo Cunich.
Depuis 1762 déjà, Onorato a choisi une carrière ecclésiastique, mais il n'atteint jamais la prêtrise. Cela ne signifie pas qu'il se désintéresse des études religieuses : entre 1760 et 1770, il fréquente le "circolo dell'Archetto" au Palazzo Corsini alla Lungara, où il est confronté au réformisme religieux romain mis en avant par Giovanni Gaetano Bottari et Niccolò Maria Foggini.
Il écrit des poèmes en latin de valeur modeste, tandis qu'avec sa traduction des Psaumes de la Vulgate, il reçoit les éloges de Metastasio, en 1779. Alors qu'il commence à collaborer avec la Curie romaine, il continue à cultiver son érudition en fréquentant les bibliothèques et les intellectuels de l'Urbe.
En 1764, il est nommé abbé de l'abbaye des Saints Pierre et Étienne à Valvisciolo. Entre 1765 et 1772, il est régent de la chancellerie. En 1772, le pape Clément XIV le nomma protonotaire apostolique non participant.
Deux ans plus tard, Onorato Caetani entreprend un Grand Tour de la péninsule italienne, de la Calabre à la Sicile, qu'il décrit dans un livre-reportage, à Milan, où il rencontre Gian Battista Beccaria et Alessandro Volta, et fait la connaissance de Pietro Verri et Carlo de Firmian.
De retour à Rome, entre 1775 et 1785, il travaille à la création d'une bibliothèque grandiose dans la maison familiale, alors que sa carrière ecclésiastique lui est interdite. Il fréquente les milieux culturels et est membre de diverses sociétés académiques. Sur sa commande, la peintre suisse Angelika Kauffmann peint deux toiles dont les sujets s'inspirent d'épisodes du roman de Fénelon: Les Aventures de Télémaque : Le Chagrin de Télémaque et Télémaque et les nymphes de Calypso.
En 1781, son livre Orazione in morte dell'Imperatrice regina Maria Teresa Walburga d'Austria (Oraison sur le décès de l'impératrice Reine Marie-Thérèse Walburga d'Autriche) obtient la faveur de Bandini et de Metastasio, bien qu'il conserve un certain académisme dans ses écrits qui fait de Caetani un mineur, intéressant surtout pour ses épîtres avec les grands hommes de l'époque et ses recherches intellectuelles qui le font passer pour un "homme encyclopédique", selon Renazzi.
Il meurt le 26 juin 1797 à Rome, laissant un important fonds d'archives, le Fonds Caetani.
La figure de Caetani en tant qu'intellectuel a été réévaluée dans la seconde moitié du XXe siècle.

## Œuvres
- (it) Osservazioni sulla Sicilia, Rome, 1774
- (it) Lettera al sig. avv. Giuseppe Galanti, supplemento alla Raccolta degli scrittori napoletani, tome IV, Rome, s.d.
- (it) Lettera al sig. abate Francesco Cancellieri, Rome, 1781
- (it) Orazione in morte dell'Imperatrice regina Maria Teresa Walburga d'Austria, Naples, 1781
- (it) Elogio storico di Carlo III re delle Spagne, Naples, 1789

## Crédit d'auteurs
- (it) Cet article est partiellement ou en totalité issu de l’article de Wikipédia en italien intitulé « Onorato Caetani (1742-1797) » (voir la liste des auteurs).